# Dansk Film-Avis nr. 708
Dansk Film-Avis nr. 708 er en dansk Ugerevy med dokumentariske optagelser fra 1945. Filmene blev produceret af UFA film A/S, der var ejet af det tyske UFA, der var ejet af den tyske stat.
Den dansk producerede Dansk Film-Avis var en nazistisk ugerevy og udkom i årene 1941-1945. Den bestod typisk af tre dele: dansk stof, optaget af danske kameramænd, tysk stof fra Tyskland og reportager fra fronten, produceret af Deutsche Wochenschau.

## Handling
1. Ordrupbanen, Tidskørsel for årets begyndere. Cykelveteranen Keld Brask Andersen er tidtager.

2. De københavnske bueskytter har startet aftentræning.

3. Arbejderscenen i Slagelse spiller "Guderne ler". Filminstruktør George Schnéevoigt instruerer. Man ser, hvordan der laves special effects og lyd bag scenen.

4. Keramikfabrikkerne i Tyskland har omstillet deres produktion, så de kan fremstille service til bombebeskadigede.

5. Tyske bjergjægere uddannes i Alperne.

6. Milano: Italiensk Marineinfanteri defilerer forbi feltmarskal Rodolfo Graziani (1882-1955).

7. Østfronten: Bolschevikkerne angriber atter og atter den tyske front i Østtyskland. Det sovjetrussiske artilleri beskyder de tyske stillinger.

8. Sårede tyske soldater transporteres bort fra ildlinien på sejlslæder. Tusindvis af tyske flygtninge er på vej mod det indre Tyskland. Middelalderborgen Marienburg i Østpreussen forsvares mod den sovjetrussiske overmagt.